# Format Films
Format Films était un studio d'animation pour la télévision  fondée en 1959 par Herbert Klynn, Jules Engel en tant que vice-président, Bob McIntosh et Joseph Mugnaini, qui y étaient tous animateurs. Il était surtout actif dans les années 1960, produisant des épisodes de The Alvin Show et Popeye the Sailor. Klynn ferme le studio en 1962 mais le rouvre en 1965 sous le nom Format Productions. Le studio a réalisé pour Warner Bros. onze courts-métrages de Bip Bip et Coyote ainsi que trois de Daffy Duck et de Speedy Gonzales, et a produit la série d'animation The Lone Ranger pour CBS en 1966.
Format Productions a également produit des génériques d'ouverture pour plusieurs séries télévisées, dont Les Espions, Honey West, les personnages animés de l'émission de variétés Hee Haw, diverses publicités commerciales animées pour la télévision, ainsi que les génériques des films Les Compagnons de la gloire et Clambake.

## Séries télévisées
- Popeye the Sailor (King Features Syndicate, Jack Kinney Productions/1960)
- The Alvin Show (Bagdasarian Film Corporation/1961–1962)
- The Lone Ranger (Jack Wrather Corporation, Lone Ranger Productions/1966–1969) (as Format Productions)

## Courts-métrages cinématographiques
- Icarus Montgolfier Wright (1962)
- Looney Tunes et Merrie Melodies (Warner Bros., DePatie-Freleng Enterprises/1965–1967) (sous le nom Format Productions) 
  - Run, Run, Sweet Road Runner (1965)
  - Tired and Feathered (1965)
  - Boulder Wham! (1965)
  - Just Plane Beep (1965)
  - Hairied and Hurried (1965)
  - Highway Runnery (1965)
  - Chaser on the Rocks (1965)
  - Shot and Bothered (1966)
  - Out and Out Rout (1966)
  - The Solid Tin Coyote (1966)
  - Clippety Clobbered (1966)
  - Bienvenue au club (Quacker Tracker) (1967)
  - The Music Mice-Tro (1967)
  - Pour quelques fromages de plus (The Spy Swatter) (1967)

## Génériques de films et de séries télévisées (sous le nom Format Productions sauf indication contraire)
- Outlaws (en) (1960–1962) (TV) (sous le nom Format Films)
- Les Espions (1965–1968) (TV)
- Les Compagnons de la gloire (1965)
- Honey West (1965–1966) (TV)
- Clambake (1967)
- The Mothers-in-Law (1967–1969) (TV)
- Hee Haw (1969) (TV)
- Curiosity Shop (1971–1973) (TV)